# کیفیت برق
کیفیت برق در منابع مختلف به صورت‌های مختلفی تعریف می‌شود. شرکت‌های تولید و توزیع برق آن را برابر با کلمه قطعی برق می‌دانند. آنها برقی که بتواند نیازها و نظرات برای مشترکین را تأمین نماید را به عنوان کیفیت برق می‌شناسند. در استانداردهی صنعت برق، تعریف ذخیره برای واژهٔ «کیفیت برق» به کار گرفته می‌شود. «هرگونه تغییر در کمیت‌های ولتاژ و فرکانس که سبب خرابی یا عملکرد نادرست تجهیزات مصرف کننده گردد را کیفیت برق گویند.»